# Mittlere Petermannkette
Mittlere Petermannkette är en bergskedja i Antarktis. Den ligger i Östantarktis. Norge gör anspråk på området.